# Campanula thyrsoides
Campanula thyrsoides is een overblijvend kruid. De 10-50 cm hoge plant heeft een kantige stengel die aan de onderzijde dicht bebladerd is. De grondbladeren zijn langwerpig tot lancetvormig. De stengelbladeren zijn zittend en tongvormig. De bloemen zitten in een dichte aar met tot wel tweehonderd wit tot zachtgele bloemen die van juni tot augustus verschijnen.
De plant is een tertiair relict die in de Zuid-Europese gebergten voorkomt. Deze kalkminnende plant komt voor in de Alpen, Jura en de Balkan . De soort groeit daar op stenige weiden, steenstroken, langs wegranden op zonnige plaatsen op hoogten van 1000-2700 m.
In Oostenrijk komen twee ondersoorten voor:
- Campanula thyrsoides subsp. thyrsoides
- Campanula thyrsoides subsp. carniolica

## Diversen
Men heeft lang aangenomen dat het hier om een tweejarige plant gaat. Dit misverstand ontstond doordat de plant veel groeit op alpenweiden die elke twee jaar gemaaid worden. De soort leek daardoor een tweejarige levenscyclus te hebben.
Bij nauwkeurig onderzoek is gebleken dat het aangroeien van bladrozet tot bloei geen twee, maar vijf tot tien jaar duurt.
Iedere zaaddoosje bevat 120 tot 180 zaadjes. Bij een plant met honderd bloemen betekent dit 12.000-18.000 zaadjes, die door de wind verspreid worden.